# Roger Rouffiange
Roger Rouffiange était un dessinateur, styliste, peintre et acteur français.

## Biographie
Ses œuvres sont conservées au Palais Galliera, musée de la Mode de la ville de Paris,

## Filmographie
- 1982 : Le Goûter de Josette de Gérard Frot-Coutaz, court métrage qui sera inclus dans Archipel des amours.
- 1983 : Archipel des amours de Jean-Claude Biette, Cécile Clairval, Jacques Davila, Michel Delahaye, Jacques Frenais, Gérard Frot-Coutaz, Jean-Claude Guiguet, Marie-Claude Treilhou et Paul Vecchiali (ce film comporte neuf courts métrages)